# Elkhart (Texas)
Elkhart é uma cidade  localizada no estado norte-americano de Texas, no Condado de Anderson.

## Demografia
Segundo o censo norte-americano de 2000, a sua população era de 1215 habitantes.
Em 2006, foi estimada uma população de 1290, um aumento de 75 (6.2%).

## Geografia
De acordo com o United States Census Bureau tem uma área de
4,0 km², dos quais 4,0 km² cobertos por terra e 0,0 km² cobertos por água.

## Localidades na vizinhança
O diagrama seguinte representa as localidades num raio de 36 km ao redor de Elkhart.